# The Quiet American
The Quiet American è un film del 2002 diretto da Phillip Noyce. Adattamento cinematografico del romanzo Un americano tranquillo (The Quiet American) di Graham Greene, era già stato portato sul grande schermo nel 1958 con il film Un americano tranquillo.

## Trama
È la storia del giornalista inglese Thomas Fowler, inviato del Times a Saigon durante la prima guerra d'Indocina (1954). Fowler, pur essendo sposato (ma sua moglie è rimasta a Londra), vive con una ragazza vietnamita, Phuong. Fowler conosce Alden Pyle, un americano che si trova in Vietnam per scopi umanitari e che s'innamora subito di Phuong. Fowler e Pyle diventano amici, ma, amando la stessa donna, si trovano spesso in contrasto. Mano a mano Fowler intuisce che Pyle in realtà non è quello che dice di essere ed è coinvolto, in qualità di agente della CIA, in manovre segrete degli americani, che vogliono destabilizzare gli equilibri del conflitto in corso tra francesi e vietnamiti.
Fowler, una volta scoperta la sua diretta responsabilità nel rifornimento di esplosivo per un terribile attentato costato la vita a decine di civili innocenti, decide di aiutare i Viet Minh a catturarlo, sfruttando un ultimo colloquio che ha con lui. Pyle viene ucciso durante una disperata fuga dai suoi assalitori, che lo intercettano mentre si reca all'appuntamento datogli da Fowler in un ristorante locale. Fowler riottiene così l'amore della ragazza (che pareva aver preferito Pyle a lui), assicurandole di non voler far rientro in patria, pur convivendo con il rimorso per quanto accaduto all'americano.

## Produzione
Il film è una co-produzione di Stati Uniti, Germania e Australia. Fu prodotto da IMF Internationale Medien und Film GmbH & Co. 2. Produktions KG, Intermedia Films, Mirage Enterprises, Pacifica Film e Saga.
Le riprese, iniziate il 17 febbraio 2001, durarono fino alla fine di aprile. Il film fu girato nei Fox Studios di Sydney e in Vietnam, ad Hanoi e Ho Chi Minh City.

## Distribuzione
Distribuito dalla Miramax Films, il film venne presentato in anteprima il 9 settembre 2002 al Toronto International Film Festival. Uscì quindi negli Stati Uniti (22 novembre, con proiezioni limitate a New York e a Los Angeles), nel Regno Unito e in Irlanda (29 novembre). In Vietnam, il film venne presentato in prima il 17 dicembre 2002.
Nel 2003, fu presentato in Australia (16 gennaio), Finlandia (24 gennaio), Svezia (27 gennaio, al Festival di Göteborg).

## Riconoscimenti
- National Board of Review Awards 2002: miglior regista